# Кучеренко Олександра Олександрівна
Олександра Олександрівна Кучеренко (нар. 26 листопада 1997, м. Дніпро) — володарка титулу Міс Україна 2016, українська журналістка, ведуча програми «Зірковий спорт» на телеканалі ICTV, професійна танцівниця, модель, кураторка благодійного проєкту «Наставництво». Нині ведуча футбольних та спортивних програм на телеканалах Megogo Футбол, Megogo Спорт.

## Біографія

### Ранні роки
Олександра народилася в Дніпрі. З 2013 по 2015 рік навчалася в школі телеведучих «Respect TV». У 2015 році закінчила з золотою медаллю школу № 2 у місті Дніпро.  У 2015 році вступила до Київського національного університету ім. Тараса Шевченка на спеціальність «Диктор та ведучий телепередач», а в 2019 році отримала диплом бакалавра з відзнакою. Вступила до магістратури Інституту журналістики КНУ імені Тараса Шевченка за напрямом журналістика.

### Конкурс «Міс Україна»
У 2016 році Олександра Кучеренко перемогла в конкурсі краси «Міс Україна».
Частину грошової нагороди Олександра витратила на реалізацію благодійного проєкту для розвитку талановитих дітей з Дніпра. У грудні того ж року Олександра Кучеренко представляла Україну на конкурсі «Міс Світу» у США. 
У 2017 році стала учасницею українського танцювального проєкту «Танці з зірками» на телеканалі «1+1». Як професійна модель брала участь у рекламних кампаніях відомих українських дизайнерів та брендів, таких як Андре Тан, Анастасія Іванова, Hayk Avanesyan, Leggio Avi, знімалася для глянцевих журналів та відкривал модні покази на Українському тижні моди.
З травня 2018 року Олександра стала ведучою програми «Зірковий спорт» на телеканалі ICTV. У 2017 році Олександра Кучеренко була ведучою головної фан-зони пісенного конкурсу Євробачення 2017 на головній вулиці Києва — Хрещатику.
Олександра є офіційною амбасадоркою бренду французької косметики Gisele Delorme в Україні.
У червні 2021 року Олександра Кучеренко стала ведучою програми «Факти. Спорт» на телеканалі ICTV.

## Благодійність
У 2013 році як волонтерка побувала на африканському континенті та допомагала дітям, що живуть у голоді та злиднях у місцевих племенах. Заснувала благодійний проєкт, який представила на «Міс Світу».
Під час участі у конкурсі «Міс Україна 2016» у рамках власного проєкту «Ромашки в серці» Олександра відвідувала дитячі будинки, спілкувалася з дітьми, створювала для них маленькі свята та проводила танцювальні майстер-класи. Олександра разом з комітетом конкурсу «Міс Україна» організовувала благодійні акції та аукціони, передавала виручені кошти на складні дитячі операції Інститутові серця МОЗ України та відвідувала Авдіївку для допомоги багатодітним сім'ям.
З іншими лідерами думок проводила для дітей навчальні майстер-класи, лекції з профорієнтації та про шкоду куріння і наркотиків.

## Проєкт «Наставництво»
У 2017 році Кучеренко стала куратором благодійного проєкту «Наставництво», який допомагає дітям з дитячих будинків соціалізуватися і адаптуватися до дорослого життя. В Україні понад 100 тисяч дітей, які через різні життєві обставини опинилися в дитячих будинках та інтернатах, але, на жаль, не всіх дітей одразу забирають у сім'ї. Тому мета благодійного проєкту «Наставництво» полягає в тому, що дорослі можуть стати для дитини наставником, не усиновлюючи її. Це дивовижна можливість стати для дитини дорослим другом, який відповість на будь-які питання, дасть потрібну пораду, навчить готувати домашню їжу і навіть допоможе з вибором професії. Така практика, як відзначає Олександра, допомагає дітям не тільки отримати відповіді на свої питання, а й розкрити свою особистість.

## Особисте життя
У 2019 році одружилась з українським телеведучим Дмитром Комаровим.
14 березня 2025 року пара підтвердила розлучення.

## Цікаві факти
Один із талісманів Олександри — прикраса з бісеру, власноруч сплетена й подарована дітьми з племені масаїв ув Африці, де вона побувала як волонтерка 2013 року.
У 2017 році Олександра Кучеренко знялася в кліпі молодого українського гурту Lucky4 на пісню «Самая моя».
Олександра займається падл-тенісом.